# Виола Болгарская
Виола Болгарская (пол. Wiola opolska; (? — 7 сентября 1251) — княгиня Опольско-ратиборская, супруга князя Казимира I Опольского .

## Биография
Происхождение Виолы оспаривается историками. Польский историк XV века Ян Длугош утверждал, что она приехала из Болгарии. Более популярная гипотеза о происхождении Виолы была выдвинута Владиславом Дзевульским, который заявил, что она может быть дочерью либо царя Болгарии Калояна, либо его преемника Борила, но эта теория была оспорена Венсантом Свободой.  Ежи Хорват выдвинул другую гипотезу, согласно которой Виола могла быть дочерью либо короля Венгрии Белы III от его второго брака с Маргаритой Французской, либо его сына и преемника Имре. Сегодня в основном историки используют утверждение, что происхождение Виолы неизвестно.
Между 1212 и 1220 годами Виола приехала в Силезию и вышла замуж за Казимира I, князя Опольско-ратиборского. Аргументы в пользу болгарского происхождения Виолы основаны, в том числе, на том, что она не упоминалась ни в одном польском источнике до отъезда князя в Пятый крестовый поход. Согласно одной из гипотез, брак Казимира I и Виолы, возможно, был устроен королем Венгрии Андрашем II. По дороге домой венгерский король заключил несколько брачных контрактов для своих детей при дворах, которые он посетил. Одним из таких контрактов, возможно, была помолвка его дочери Анны Марии с болгарским царем Иваном Асеном II. Будучи близкой родственницей болгарского царя, Виола могла обручиться с Казимиром I, близким соратником короля Андрея II, и вернуться с ним на его родину, чтобы стать его женой.
Казимир I умер 13 мая 1230 года. Согласно его завещанию, Виола была назначена регентом княжества от имени их сыновей, Мешко II и Владислава, которые ещё не достигли совершеннолетия. Несмотря на её усилия сохранить независимое правление, в конце концов она была вынуждена разделить, а затем уступить регентство в Опольско-ратиборском княжестве Генриху I Бородатому, князю Вроцлавскому.
В 1233 году, вероятно, с согласия князя Вроцлавского, папа Григорий IX издал Буллу, согласно которой молодые князья были изъяты из-под опеки матери и переданы под опеку архиепископу Гнезно и епископам Вроцлава и Оломоуца. Год спустя, в 1234 году, чтобы успокоить восстание, вызванное этим решением, Генрих I Бородатый передал сыновьям Казимира I Калиш и Велунь, но взял под полный контроль Ополе-Рацибуж, не отрицая при этом наследственных прав молодых князей.
Виола и её дети переехали в Калиш, где они остались до смерти Генриха I в 1238 году, когда его сын и преемник Генрих II Набожный принял регентство в Ополе-Рацибуже. Вскоре после этого достигший совершеннолетия Мешко II начал претендовать на власть в отцовском княжестве. Генрих II был вынужден согласиться с этим, и к концу 1238 или началу 1239 года Мешко II вернулся в Ополе и начал самостоятельно править в своем княжестве. Виола и её второй сын  Владислав остались в Калише. Виола оставалась регентом Калишского княжества от имени Владислава до 1241 года, когда он был объявлен взрослым и стал править самостоятельно.
Мешко II умер 22 октября 1246 года, не оставив потомства. В своем завещании он оставил все свои владения брату Владиславу, за исключением Цешина, который он отдал своей матери Виоле в качестве вдовьего удела. Она правила в Цешине в течение следующих пяти лет, до своей смерти 9 сентября 1251 года, после чего Цешин вернулся в состав Опольско-ратиборского княжества. Похоронена она была, вероятно, вместе с мужем в основанном им монастыре Чарновоси.

## Семья
Между 1212 и 1220 годами Виола вышла замуж за князя опольско-ратиборского Казимира I. От этого брака родилось четверо детей:
- Мешко II Опольский (около 1220 ― 18/22 октября 1246), князь Опольско-ратиборский (1230-1246), князь Калишский (1234-1239)
- Владислав Опольский  (около 1225 ― 27 августа или 13 сентября 1281/1282), князь Опольско-ратиборский (1246-1282), князь Калишский (1234-1244)
- Вышеслава  (около 1226/1228 – после 1 июля 1230, монахиня в Чарновоси
- Евфросинья  (1228/1230 ― 4 ноября 1292), 1-й муж с 1257 года князь Казимир I Куявский (ок. 1211—1267), 2-й муж с 1288 года князь восточно-поморский и гданьский Мстивой II (ок. 1220—1294).